# Брукс, Элизабет
Эли́забет Брукс Ла́йтис (англ. Elisabeth Brooks Luyties; 2 июля 1951 года, Торонто, Онтарио, Канада — 7 сентября 1997 года, Палм-Спрингс, Калифорния, США) — канадо-американская актриса.

## Биография
Элизабет Брукс Лайтис родилась 2 июля 1951 года в Торонто (Онтарио, Канада).
В 1974 году она начала сниматься в кино. Дебют в кино — небольшая роль ассистентки лаборатории в сериале «Колчак: ночной охотник» (1974), последняя работа в кино — роль миссис Мёрфи в сериале «Джейк и толстяк» (1991). Всего актриса сыграла около 20-ти ролей в фильмах и сериалах, после 1991 года она не снималась в кино.
46-летняя Элизабет Брукс ушла из жизни 7 сентября 1997 года в госпитале Палм-Спрингса после трёхлетней борьбы с раком мозга. Она никогда не была замужем, но имела сына Джереми (г.р. 1973). Её лучшей подругой была Кристи МакНикол.

## Избранная фильмография
| Год  |   | Русское название                    | Оригинальное название       | Роль                    |
| ---- | - | ----------------------------------- | --------------------------- | ----------------------- |
| 1974 | с | Колчак: ночной охотник              | Kolchak: The Night Stalker  | ассистентка лаборатории |
| 1974 | с | Железная сторона                    | Ironside                    | Кэрол Мейпс             |
| 1975 | с | Лукас Таннер                        | Lucas Tanner                | Гретхен                 |
| 1975 | с | Человек на шесть миллионов долларов | Six Million Dollar Man, The | первая медсестра        |
| 1991 | с | Джейк и толстяк                     | Jake and the Fatman         | миссис Мёрфи            |